# لنارت استرند
لنارت استرند (انگلیسی: Lennart Strand; ۱۳ ژوئن ۱۹۲۱ – ۲۳ ژانویهٔ ۲۰۰۴) ورزشکار دو و میدانی اهل سوئد بود.
وی در مسابقات کشوری و بین‌المللی در مجموع برندهٔ ۱ مدال طلا، ۱ مدال نقره شده‌است.